# Petrus und Marcellinus

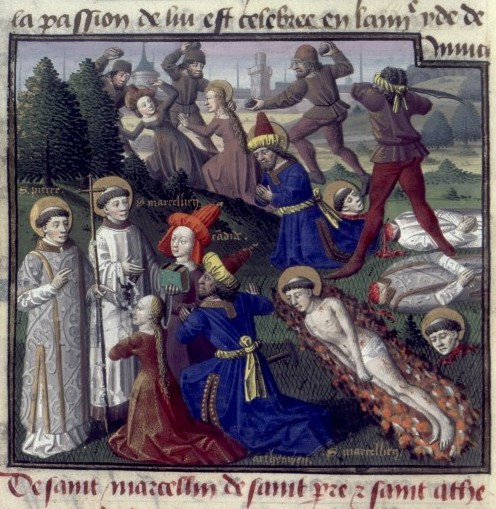
Martyrium der hll. Marcellinus und Petrus, französische Buchmalerei um 1450

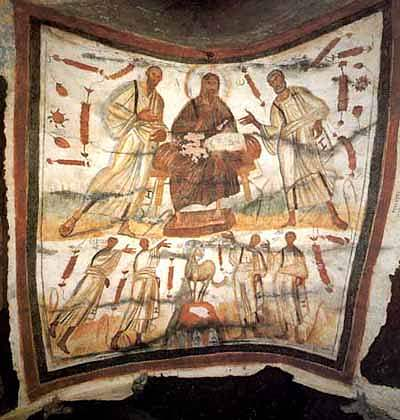
Fresko in der Katakombe der hll. Marcellinus und Petrus an der Via Labicana. Christus zwischen den Aposteln Petrus und Paulus. Darunter die hochverehrten Märtyrer Marcellinus, Petrus, Gorgoninus und Tiburtius, die dem Lamm zujubeln.

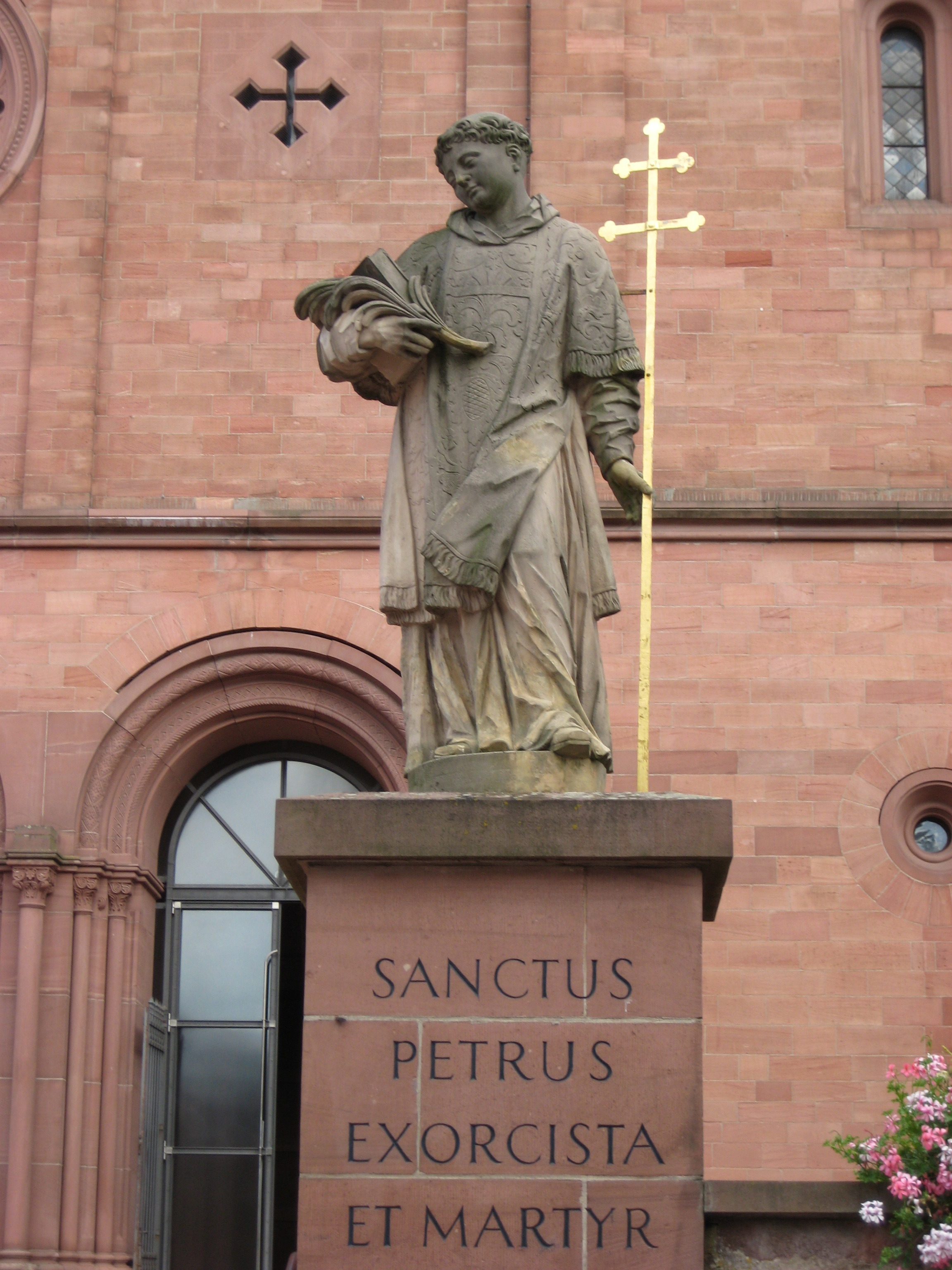
Figur des hl. Petrus Martyr

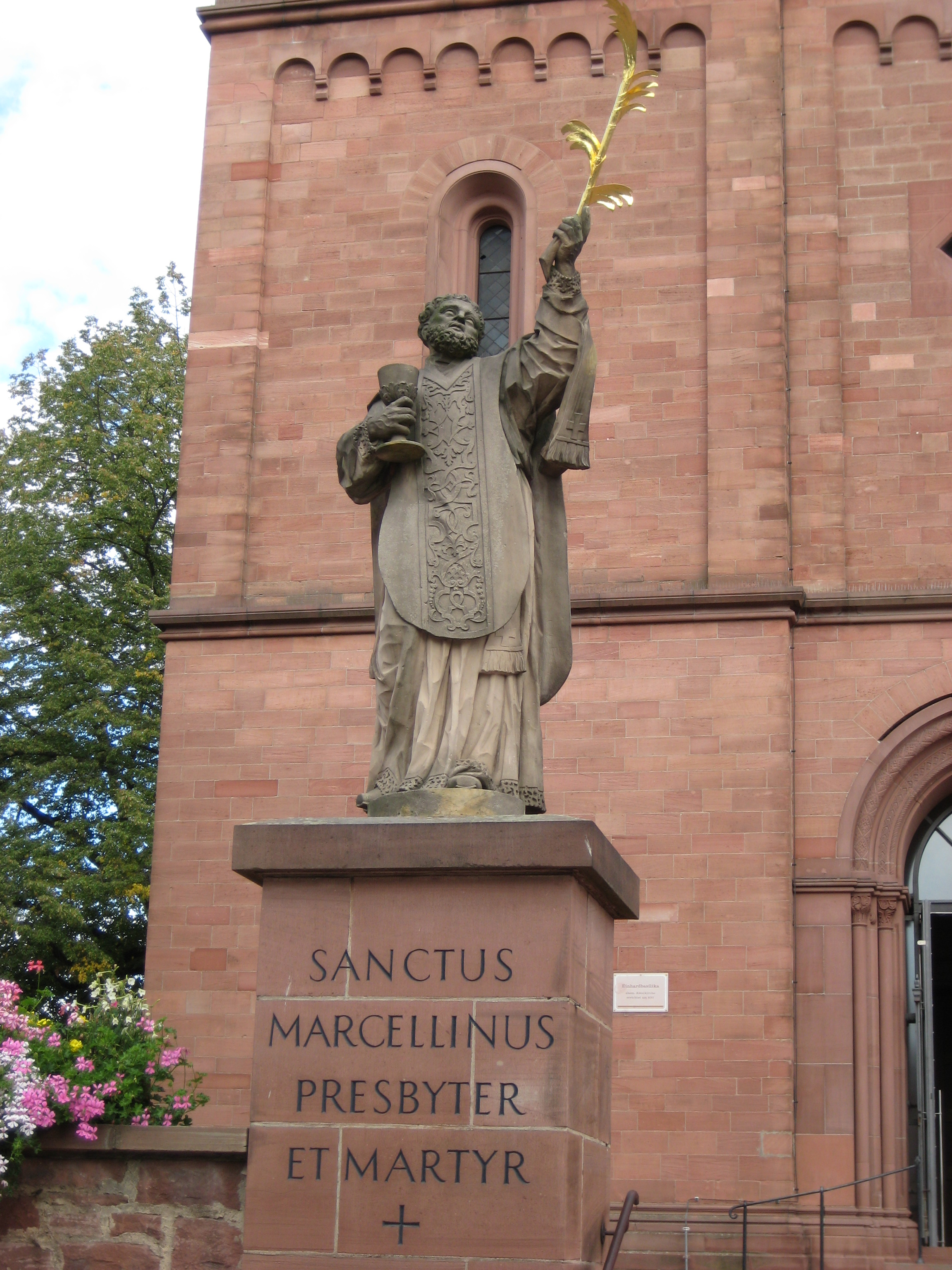
Barockfigur des hl. Marcellinus vor dem Portal der Basilika St. Petrus und Marcellinus, Seligenstadt

Petrus und Marcellinus († 299 oder 304 in Rom) waren frühchristliche Märtyrer, die in den Christenverfolgungen unter Kaiser Diokletian das Martyrium erlitten. In der römisch-katholischen Kirche werden sie als Heilige verehrt. Sie gehören zu den frühchristlichen Kanonheiligen, die im Canon Missae, dem ersten Hochgebet der heiligen Messe im Römischen Ritus, genannt werden.

## Überlieferte Biografie
Petrus und Marcellinus wurden um das Jahr 299 oder 304 während der Verfolgungen unter dem römischen Kaiser Diokletian in den Kerker geworfen, da sie ihrem Glauben nicht abschwören wollten. Nach der Überlieferung bekehrten der Exorzist Petrus und der Priester Marcellinus Mitgefangene zum christlichen Glauben und tauften sie heimlich. Als die Aufseher im Kerker das herausfanden, wurden Petrus und Marcellinus gefoltert und danach im Schwarzen Wald (Sylva nigra) bei Rom enthauptet. Der Überlieferung zufolge wurden zwei fromme Frauen, Lucillia und Firmina, im Traum damit beauftragt, die Leichen der Hingerichteten zu bergen. Das Begräbnis fand am 2. Juni statt.

## Geschichte der Reliquien
Das Begräbnis der beiden Heiligen wird im Martyrologium Hieronymianum erwähnt; aus dieser Quelle stammt auch die Information, dass Marcellinus Priester gewesen sei. Als Begräbnisplatz wird dort der dritte Meilenstein an der Via Labicana angegeben. Aus den in der dortigen Katakombe entdeckten Graffiti und einem großen Fresko kann man schließen, dass die Gruft der Heiligen bereits im 4. und 5. Jahrhundert ein bedeutendes Pilgerziel war. Papst Damasus I. widmete ihnen eine Grabinschrift. Kaiser Konstantin ließ über der Katakombe eine große Basilika errichten; in dem angebauten Mausoleum wurde seine Mutter, die heilige Helena bestattet.
Die Reliquien der hll. Marcellinus und Petrus wurden 827 von Einhards Geheimschreiber (notarius) Ratleik entwendet und zuerst nach Michelstadt, später ins hessische Ober-Mühlheim gebracht. Dieses wurde daraufhin Seligenstadt genannt.
Eine spätere Reliquientranslation ist für das Jahr 1253 belegt, als Papst Alexander IV. Reliquien in eine römische Kirche an der heutigen Via Merulana verlegte, die den beiden Märtyrern geweiht ist. Petrus und Marcellinus werden meist mit den Attributen Märtyrerpalme, Schwert, Kreuz oder Buch dargestellt.

## Gedenktage
Der 2. Juni ist in der katholischen Kirche der (nichtgebotene) Gedenktag der hll. Petrus und Marcellinus. In Mainz wird der Übertragung der Gebeine beider Heiliger am 20. Oktober gedacht.